# Carex tonsa
Carex tonsa là một loài thực vật có hoa trong họ Cói. Loài này được (Fernald) E.P.Bicknell mô tả khoa học đầu tiên năm 1908.